# Libanopelopia
Libanopelopia – wymarły rodzaj muchówek z rodziny ochotkowatych i podrodziny Tanypodinae. Obejmuje tylko jeden wczesnokredowy gatunek, L. cretacica.

## Taksonomia
Rodzaj i jego gatunek typowy opisali po raz pierwszy Isabelle Veltz, Dany Azar i André Nel w 2007 roku na łamach „African Invertebrates”. Opisu dokonano na podstawie inkluzji w bursztynie libańskim, datowanej na neokom we wczesnej kredzie. Odnaleziono ją w Kada Dżazzin w muhafazie Al-Dżanub na południu Libanu. Nazwa rodzajowa powstała z połączenia słów Liban i Telopelopia.

## Morfologia
Głowa o długości 0,4 mm pozbawiona była przyoczek, a oczy miała nagie, o fasetkach rozmieszczonych w czterech szeregach. Czułki miały niespełna 0,9 mm długości i zbudowane były z 16 członów, z których trzonek był szeroki i zaokrąglony, nóżka bardzo krótka, a człony od trzeciego do piętnastego opatrzone długimi szczecinkami.
Tułów miał 0,7 mm długości, ⅓ mm szerokości i 0,5 mm wysokości. Na nagiej zatarczy występowała rzucająca się w oczy bruzda pośrodkowa. Tarczka poza ośmioma długimi szczecinkami na tylnej krawędzi była naga. Występowała jedna para szczecinek nadskrzydłowych, trzy pary przedskrzydłowych, przedni szereg od siedmiu do ośmiu szczecinek środkowych grzbietu i szereg kilku szczecinek śródplecowych. Skrzydło przednie miało około 1,4 mm długości, 0,5 mm szerokości i przezroczystą, porośniętą makroskopowymi włoskami błonę. Jego użyłkowanie cechowało się żyłką kostalną wychodzącą poza żyłkę R4+5 na odległość mniejszą od długości żyłki poprzecznej radialno-medialnej i kończącą się tuż przed żyłką M1+2 oraz wyraźnie rozstawionymi żyłkami R1, R2+3 i R4+5, z których ta druga dzieliła się u szczytu na dość długie i wyraźne gałęzie R2 i R3. Przezmianki nieznacznie przekraczały 0,2 mm długości. Golenie wszystkich par miały boczne ząbki, tworzące grzebień, przy czym ten na ostatniej parze były jednorzędowy i niespłaszczony. Przednia para goleni miała po jednej, a pozostałe po dwóch ostrogach. Stopy wszystkich miały czwarty człon walcowaty i zwieńczone były niegrzebykowanymi pazurkami.
Odwłok miał 1,6 mm długości. Gonokoksyty były wyraźnie dłuższe niż silnie zakrzywione, niemal nagie gonostyliki, zaś dolna wolsella była bardzo mała lub nie było jej wcale.